# 慶愈
宗室慶愈（1867年9月16日—？年，同治六年八月十九日巳時生），正紅旗滿洲人，遠支宗室正紅旗第一族毓字輩，城守尉春岱第三子。清朝官員，官至主事。

## 生平
光緒十五年（1889年），中式己卯恩科文鄉試舉人。
十六年（1890年），報考庚寅恩科會試，未中式。
二十一年（1895年），報考乙未科會試，未中式。
二十四年（1898年），報考戊戌科會試，未中式。
二十九年（1903年）七月，獲得堂姪二等奉國將軍興瑞廕生改廕。八月，籤分吏部宗室主事上行走。
三十一年（1905年）十月，學期期滿，仍留任吏部。
三十二年（1906年），釐定官制，吏部裁缺。之後改調民政部候補主事。
宣統元年（1909年）十一月，報捐花翎。
二年（1910年）三月，參與資政院宗室覺羅議員選舉，為候補當選人，但因是部院衙門官，不符合宗室覺羅類別的選舉章程，被資政院除名。
三年（1911年）七月，改制慶親王內閣，未留於敘官局補用。
民國後，由北洋政府財政部每月配發三两养赡钱粮。

## 家庭及關聯
- 十一世祖父：清太祖（1559年—1629年）。
- 十一世祖母：清太祖元妃佟佳氏（1560年—1592年）。
- 十世祖父：禮烈親王代善（1583年—1648年），清太祖皇次子，功封禮親王，諡烈。
- 十世祖母：葉赫那拉氏，葉赫西城貝勒布寨之女，代善繼福晉。
- 九世祖父：穎毅親王薩哈璘（1604年—1636年），功封貝勒，管理禮部，追封穎親王，諡毅。
- 九世祖母：烏拉那拉氏，烏拉貝勒布占泰之女，薩哈璘嫡福晉。
- 八世祖父：順承恭惠郡王勒克德渾（1629年—1652年），薩哈璘次子，功封順承郡王，管理刑部，諡恭惠。
- 八世祖母：噶爾扎氏，公爵祜里泰之女，勒克德渾側福晉。
- 七世祖父：順承忠郡王諾羅布（1650年—1717年），勒克德渾三子，襲封順承郡王，官至杭州將軍，諡忠。
- 七世祖母：石氏，石達之女，諾羅布側福晉。
- 六世祖父：郡王品級錫保（1688年—1742年），諾羅布四子，封順承親王，官至正黃旗蒙古都統、左宗人、靖邊大將軍，因事革爵。
- 六世祖母：舒舒覺羅氏，三等侯偏圖之女，錫保嫡福晉。
- 五世祖父：順承恪郡王熙良（1705年—1744年），錫保長子，襲封順承郡王，官散秩大臣覺羅學總管，諡恪。
- 五世祖母：納喇氏，侍讀學士色爾登之女，熙良嫡福晉。
- 高祖父：順承恭郡王泰斐英阿（1728年—1756年），熙良長子，襲封順承郡王，官至正黃旗漢軍都統、左宗正，諡恭。
- 高祖母：沙濟富察氏，一等公散秩大臣傅文之女，泰斐英阿嫡福晉。
- 曾祖父：順承慎郡王恒昌（1753年—1778年），泰斐英阿四子，襲封順承郡王，諡慎。
- 曾祖母：馬佳氏，護軍校馬三泰之女，恒昌庶福晉。
- 祖父：順承簡郡王倫柱（1772年—1823年），襲封順承郡王，官宗室總族長、十五善射，諡簡。
- 祖母：曹氏，曹達善之女，倫柱妾。

### 父母
- 父：春岱（1818年—1883年），考封奉恩將軍，官至保定城守尉。
- 嫡母：吳佳氏，郎中嵩慶之女。
- 生母：吳佳氏，嵩慶之女，春岱繼妻。

### 兄弟
慶愈排行第三，有二兄、一弟。
- 謙崇（1846年—1869年），嫡吳佳氏所生，廕生。娶蘇完瓜爾佳氏，馬蘭鎮總兵景霖之女。
- 慶恕（1864年—1916年），繼吳佳氏所生，襲封奉恩將軍，官至二等侍衛、資政院議員。娶馬佳氏，佐領恩啟之女。
- 慶慜（1879年—1907年），繼文佳氏所生，閒散。

### 妻室
- 嫡妻不詳。
- 妾：文氏，文俊之女。

### 子嗣
慶愈育有二子。
- 清超（1894年—？年），庶文氏所生，玉牒馆议叙候补效力笔帖式。娶佟佳氏，懷志之女；繼娶白氏，白文之女；三繼娶德氏，德山之女。
- 貴懋（1895年—？年），庶文氏所生，閒散。過繼堂伯謙惠為嗣。